# Hidroxilclinohumita
La hidroxilclinohumita es un mineral de la clase de los silicatos, que pertenece al grupo de la humita. Recibe su nombre en alusión a su composición química y estructura cristalina, siendo el miembro dominante con hidroxilo y monoclínico del grupo, y por su relación con la humita.

## Características químicas
La hidroxilclinohumita es un silicato de fórmula química Mg9(SiO4)4(OH)2. Fue aprobada como especie válida por la Asociación Mineralógica Internacional en 1992, y publicada por primera vez en 1998. Cristaliza en el sistema monoclínico. Su dureza en la escala de Mohs es 6,5.
Según la clasificación de Nickel-Strunz, la morimotoíta pertenece a "9.AF - nesosilicatos con aniones adicionales; cationes en [4], [5] y/o coordinación única [6]" junto con los siguientes minerales: silimanita, andalucita, kanonaíta, cianita, mullita, krieselita, boromullita, yoderita, magnesiostaurolita, estaurolita, zincostaurolita, topacio, norbergita, alleghanyita, condrodita, reinhardbraunsita, kumtyubeíta, hidroxilcondrodita, humita, manganhumita, clinohumita, sonolita, leucofenicita, ribbeíta, jerrygibbsita, franciscanita, orebroíta, welinita, ellenbergerita, sismondita, magnesiocloritoide, ottrelita, poldervaartita y olmiíta.

## Formación y yacimientos
Fue descubierta en el pozo Zelentsovskaya del depósito de hierro, titanio y vanadio de Kusinsk, en Zlatoust, en la provincia de Cheliábinsk (Distrito Federal de los Urales, Rusia). También ha sido descrita en otros lugares de Rusia, Italia, la República Checa y Afganistán.